# Saint-Cyr-de-Favières
Saint-Cyr-de-Favières is een gemeente in het Franse departement Loire (regio Auvergne-Rhône-Alpes). De plaats maakt deel uit van het arrondissement Roanne. Saint-Cyr-de-Favières telde op 1 januari 2022 1.028 inwoners.

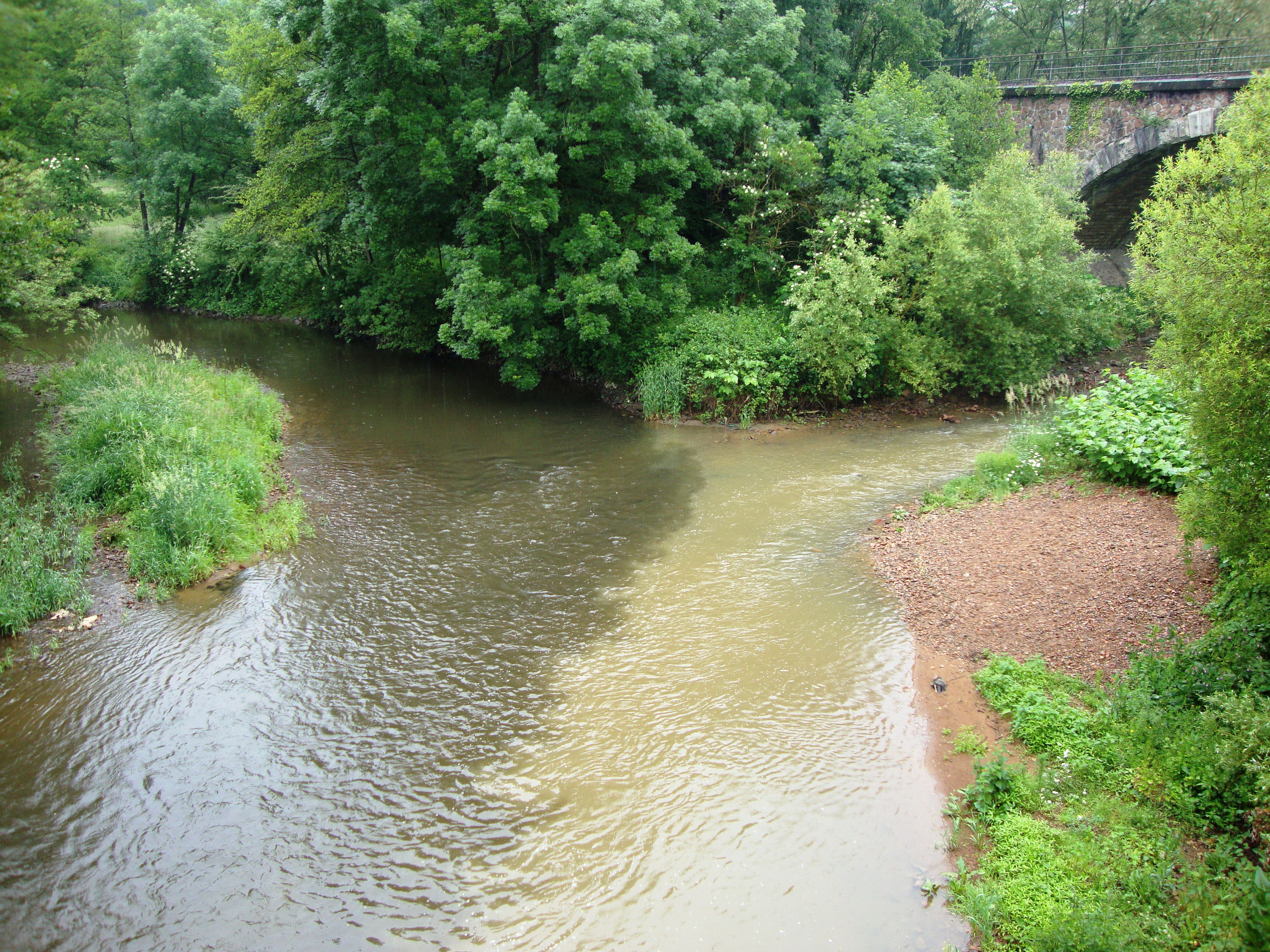
Loire bij Saint-Cyr-de-Favières
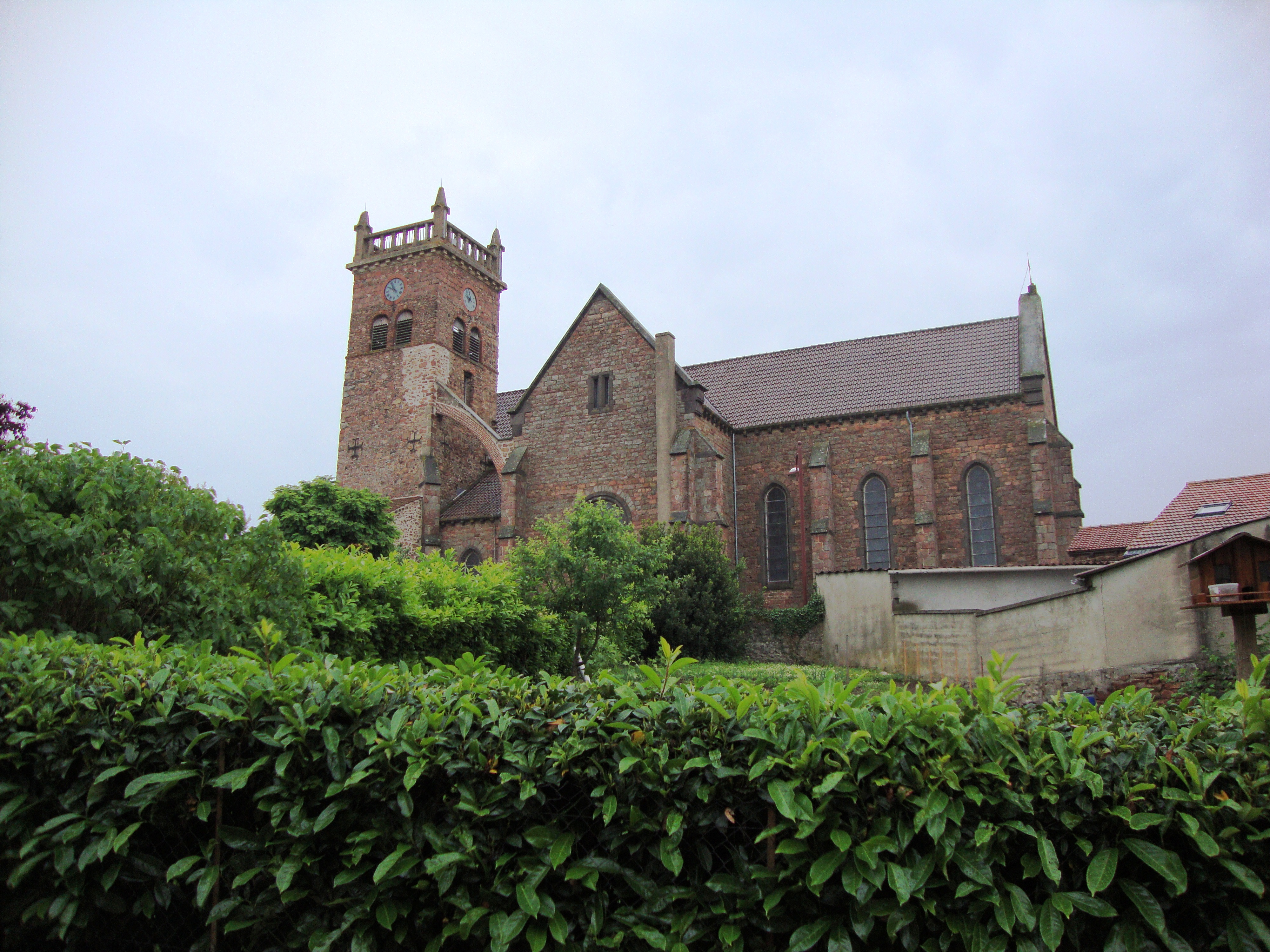
Kerk van Saint-Cyr-de-Favières

## Geografie
De oppervlakte van Saint-Cyr-de-Favières  bedroeg op 1 januari 2022 14,11 vierkante kilometer; de bevolkingsdichtheid was toen 72,9 inwoners per km².

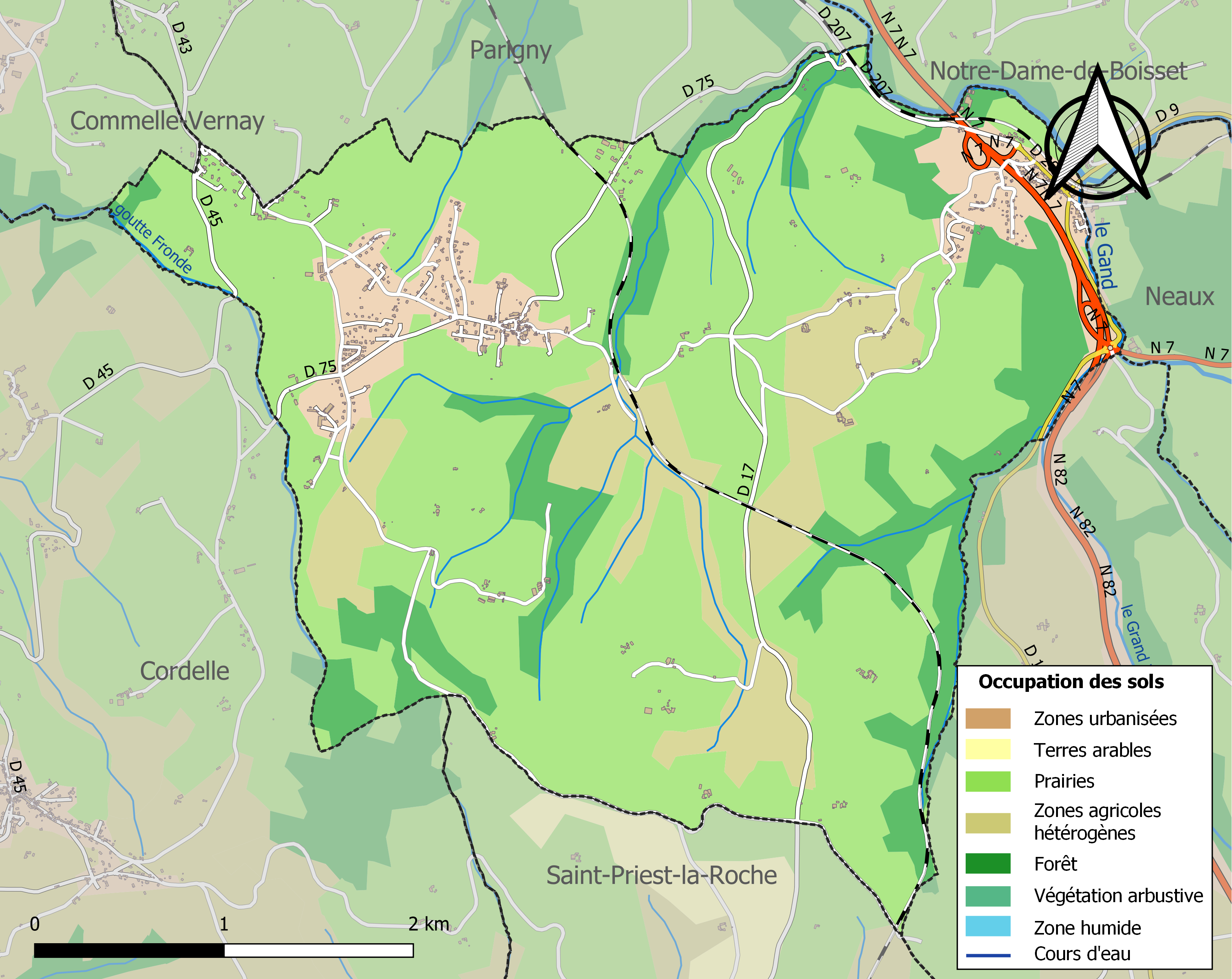
Kaart van de gemeente met de belangrijkste infrastructuur, bodemgebruik en omliggende gemeenten

## Demografie
Onderstaande figuur toont het verloop van het inwonertal (bron: INSEE-tellingen).